# خدایان آشوب

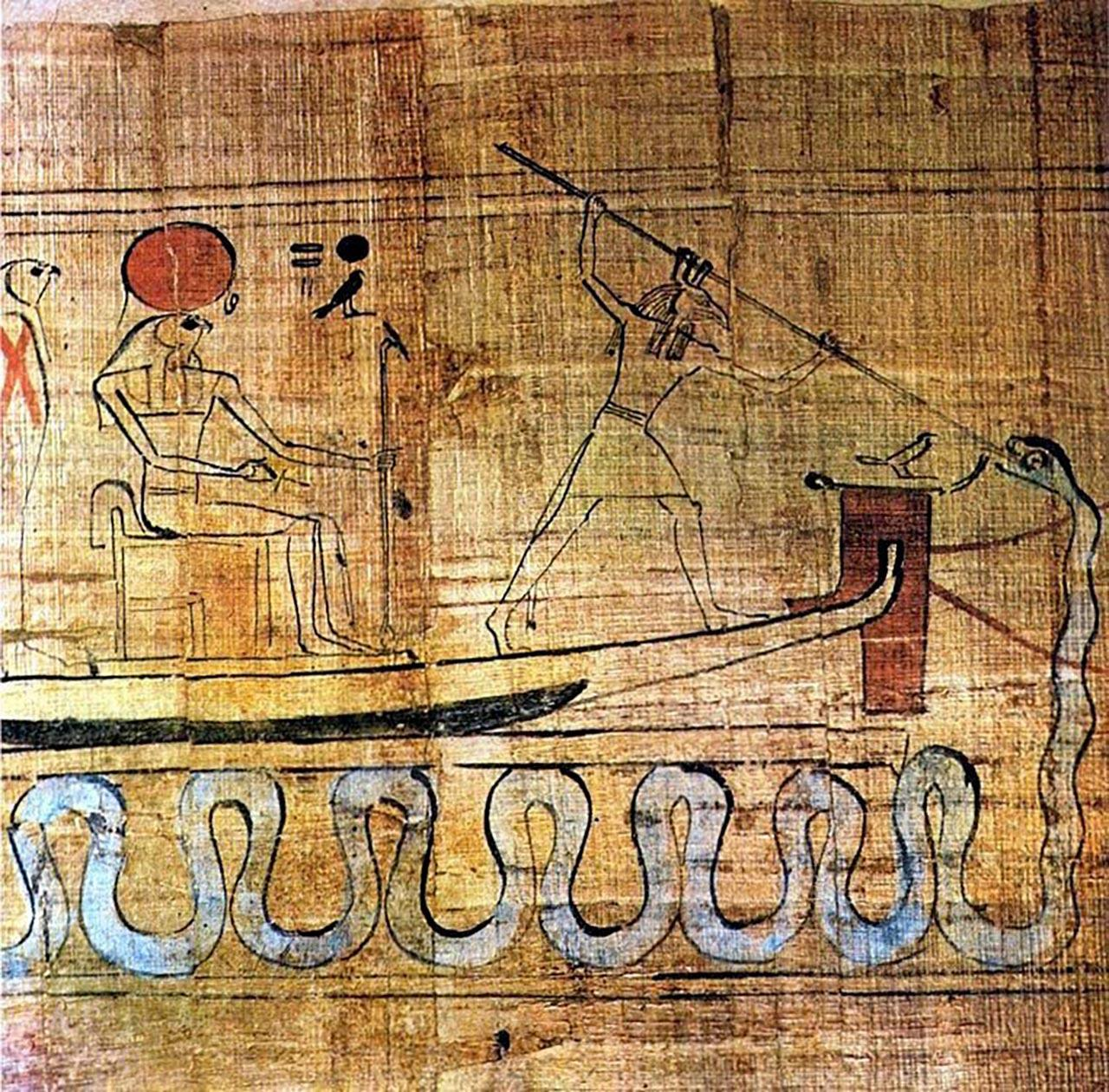
ست در حال نیزه زدن به آپوفیس مار آشوب

خدای آشوب، یک خدا یا اغلب یک شخصیت یا روح در اساطیر مرتبط با یا تجسم هرج و مرج اولیه است. در زیر فهرستی از خدایان آشوب در اساطیر مختلف آمده‌است.

## آفریقا و خاورمیانه

### خاورمیانه آفروآسیایی

#### عربی
- فلک
- حین و بین

#### کنعانی
- یم، خدای دریا و هرج و مرج اولیه[۱]
- تنین (هیولا)

#### مصری
- آپوفیس شر نهایی اساطیر مصر به شکل مار[۲]
- هرج و مرج و بی نظمی و بی عدالتی اسفت - مخالف ماعت
- نو آبهای اولیه، تجسم آب‌های هرج و مرج[۳]
- ست در اصل شیطان نبود، اما به لطف هیکسوس مهاجم که او را خدای اصلی خود، که با آپپ می‌جنگد قرار داد، به شخصیتی منفور تبدیل شد.

#### عبری
- لویاتان (در کتاب مقدس از آن به عنوان یک آبزی خزنده یاد می‌شود، اما به عنوان تصویری از شیطان نیز استفاده شده‌است).[۴]

#### بین‌النهرین
- تیامات[۵]

## اوراسیا غربی

### سلتیک
- فوموریان‌ها - شیاطین دریایی ایرلندی که توسط توآت‌ها دِ دانان خلع شدند[۶]

### اسکاندیناوی-آلمانی
- یورمونگاند
- نیدهاگ[۷]
- سورت
- یمیر

### یونانی-رومی
- آشوب (اسطوره)، «اولین چیزی که به وجود آمد» به گفته هزیود[۸]
- دیونیسوس، در برخی موارد تصور می‌شود که خدای هرج و مرج است
- اریس
- هیدرا
- تایفون

### غرب آسیا

#### آناتولی - هیتی
- ایلویانکا[۹]

#### هندو-ودایی
- وریترا

### زرتشتی پارسی
- انگره مینیو، خدای شر زرتشتی و مخالف اهورامزدا، خدای خیر

مانوی
- شاهزاده تاریکی[۱۰]

## آسیا-اقیانوسیه
- آماتسومیکابوشی، ژاپنی

## بومی آمریکا
- سیپاکتلی
- ژوراکان
- تاو (اسطوره‌شناسی)
- آنچگیلا